# Luís, Delfim de França (1729-1765)
Luís Fernando de Bourbon (em francês: Louis Ferdinand de Bourbon; Versalhes, 4 de setembro de 1729 - Fontainebleau, 20 de dezembro de 1765) foi o filho e herdeiro do rei Luís XV de França. Ele faleceu quando seu pai ainda estava vivo, o que impediu que ele se tornasse rei da França. Luís detinha o tradicional título de Delfim da França. Entre seus filhos estavam três reis da França, Luís XVI, Luís XVIII e Carlos X.

## Início de vida e educação

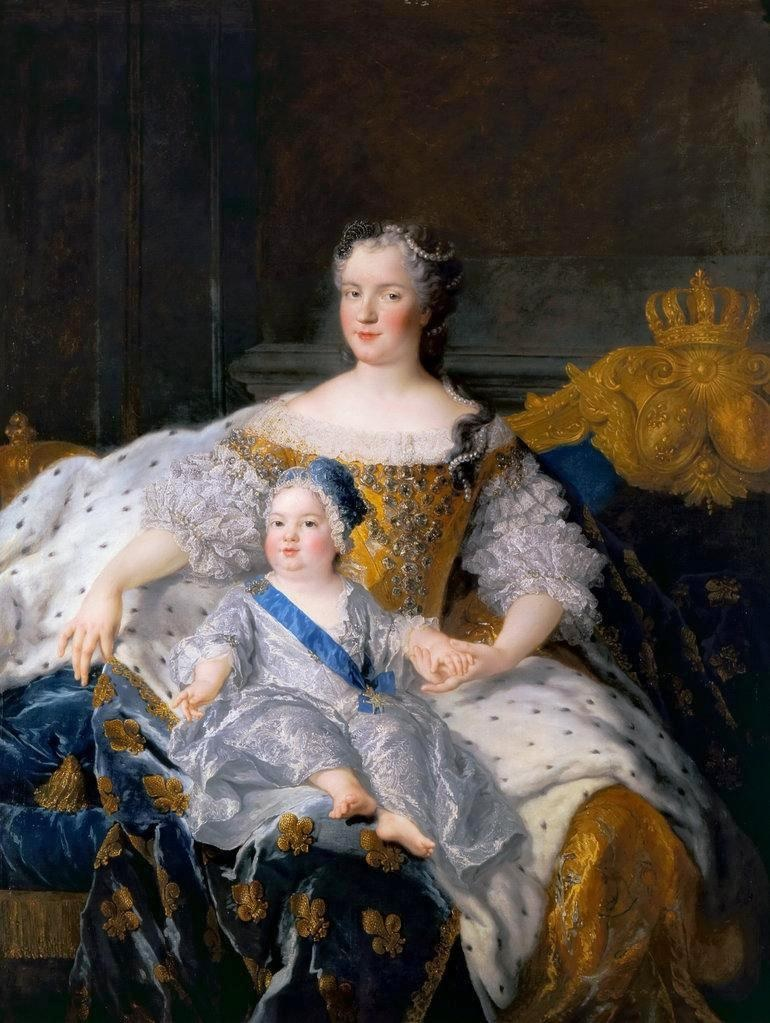
O Delfim Luís com a mãe a rainha Maria, c. 1730, por Alexis Simon Belle.

Luís Fernando de Bourbon nasceu em 4 de setembro de 1729, no Palácio de Versalhes. Seu nascimento de Luís assegurou tanto a sucessão do trono quanto a posição de sua mãe na corte, a qual antes se encontrava em situação precária, devido ao fato de ela ter dado à luz três filhas consecutivas antes do nascimento do delfim. Luís possuía um irmão mais novo, Filipe, que faleceu ainda na infância. O batizado de Luís ocorreu de maneira privada e foi celebrado pelo Cardeal Armand de Rohan. Em 27 de abril de 1737, quando Luís tinha sete anos. Seus padrinhos foram seu primo, o duque de Orleães, e sua tia-avó, a duquesa–viúva de Bourbon.
A governanta de Luís foi Madame de Ventadour, que já havia exercido a mesma função para seu pai. Quando Luís completou sete anos, o duque de Châtillon foi nomeado seu governador, o conde de Muy assumiu o cargo de subgovernador e Jean-François Boyer, ex-bispo de Mirepoix, foi nomeado seu preceptor.
Desde muito jovem, Luís demonstrou grande interesse pelas artes militares. Ficou profundamente desapontado quando seu pai não lhe permitiu participar da campanha de 1744 durante a Guerra da Sucessão Austríaca. Quando seu pai adoeceu gravemente com febre em Metz, Luís desobedeceu às ordens e foi ao seu leito, o que gerou grande ressentimento por parte do rei. Esse incidente resultou na demissão do querido governador de Luís, o duque de Châtillon. Mais tarde, em 1745, Luís pôde acompanhar seu pai em sua campanha na Flandres e testemunhou a Batalha de Fontenoy. Após Fontenoy, Luís não foi mais autorizado a participar de batalhas, em parte devido ao crescente ciúme do rei e à atitude cada vez mais distante que este adotava em relação ao filho. Luís mantinha uma relação muito próxima e protetora com sua mãe e irmãs, especialmente com Henriqueta Ana.

## Personalidade

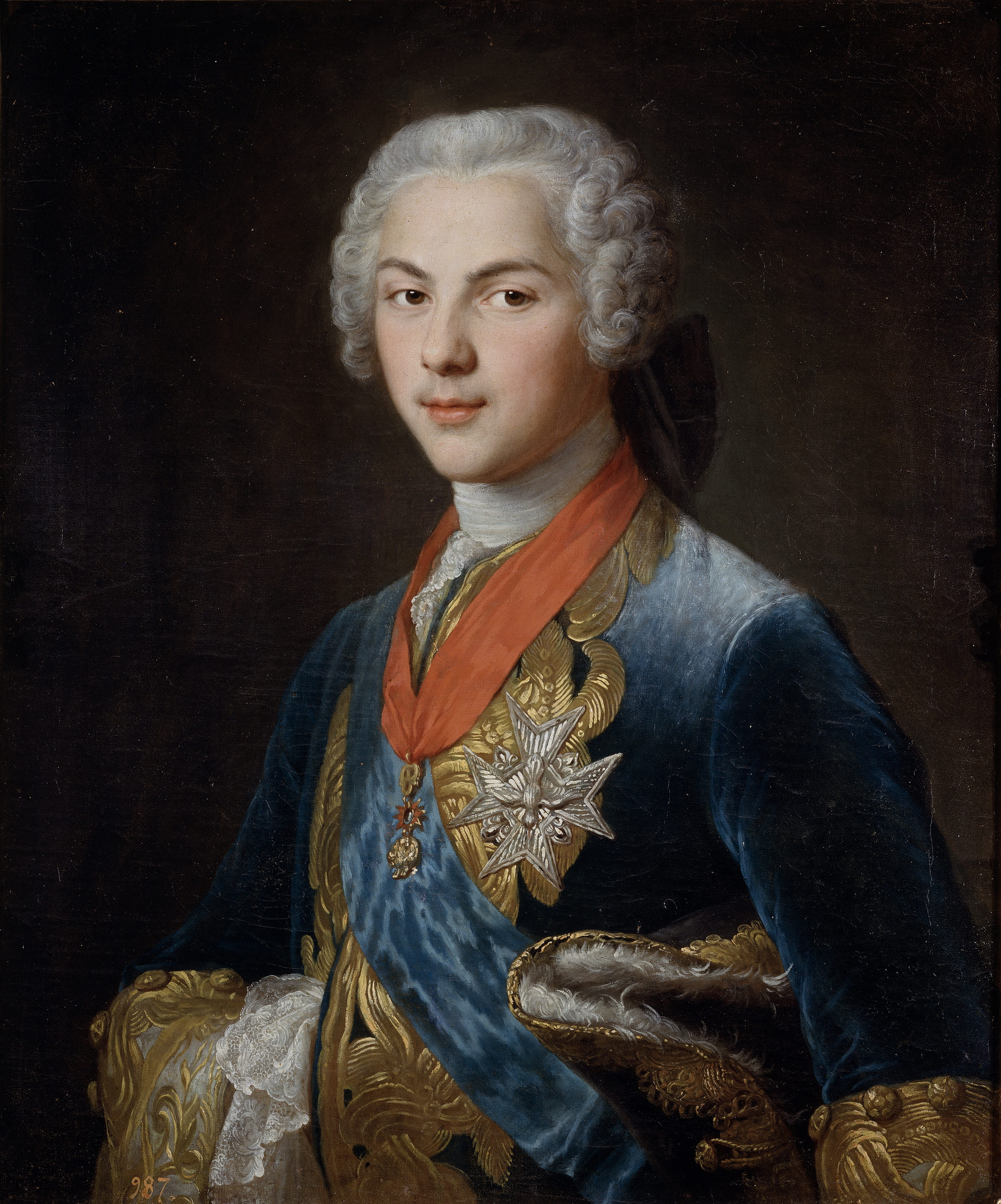
O Delfim Luís de Bourbon, c. 1744, por Hubert Drouais. No Museu do Prado.

Luís era um homem de refinada educação, erudito, culto e um apreciador da música, preferindo, acima de tudo, os prazeres proporcionados pelas conversas intelectuais às distrações da caça, dos bailes ou dos espetáculos. Dotado de um elevado senso de moralidade, era profundamente fiel à sua esposa Maria Josefa e desaprovava as amantes de seu pai. O duque de Luynes e o abade de Proyart, ambos amigos da família, relataram em suas memórias que, assim como sua mãe, piedosa e generosa, Luís, ainda em tenra idade, doou consideráveis somas de seu próprio dinheiro para apoiar diversas causas beneficentes voltadas ao auxílio dos pobres, o que lhe conferiu grande popularidade entre a população francesa.
Extremamente devoto, foi um fervoroso apoiador da Companhia de Jesus, tal como sua mãe e suas irmãs, e, influenciado por elas, passou a cultivar uma profunda devoção ao Sagrado Coração. Aos olhos de suas irmãs, Luís se apresentava como o modelo ideal do príncipe cristão, em notável contraste com seu pai, que era amplamente conhecido por seu comportamento licencioso e suas relações extraconjugais.

## Morte

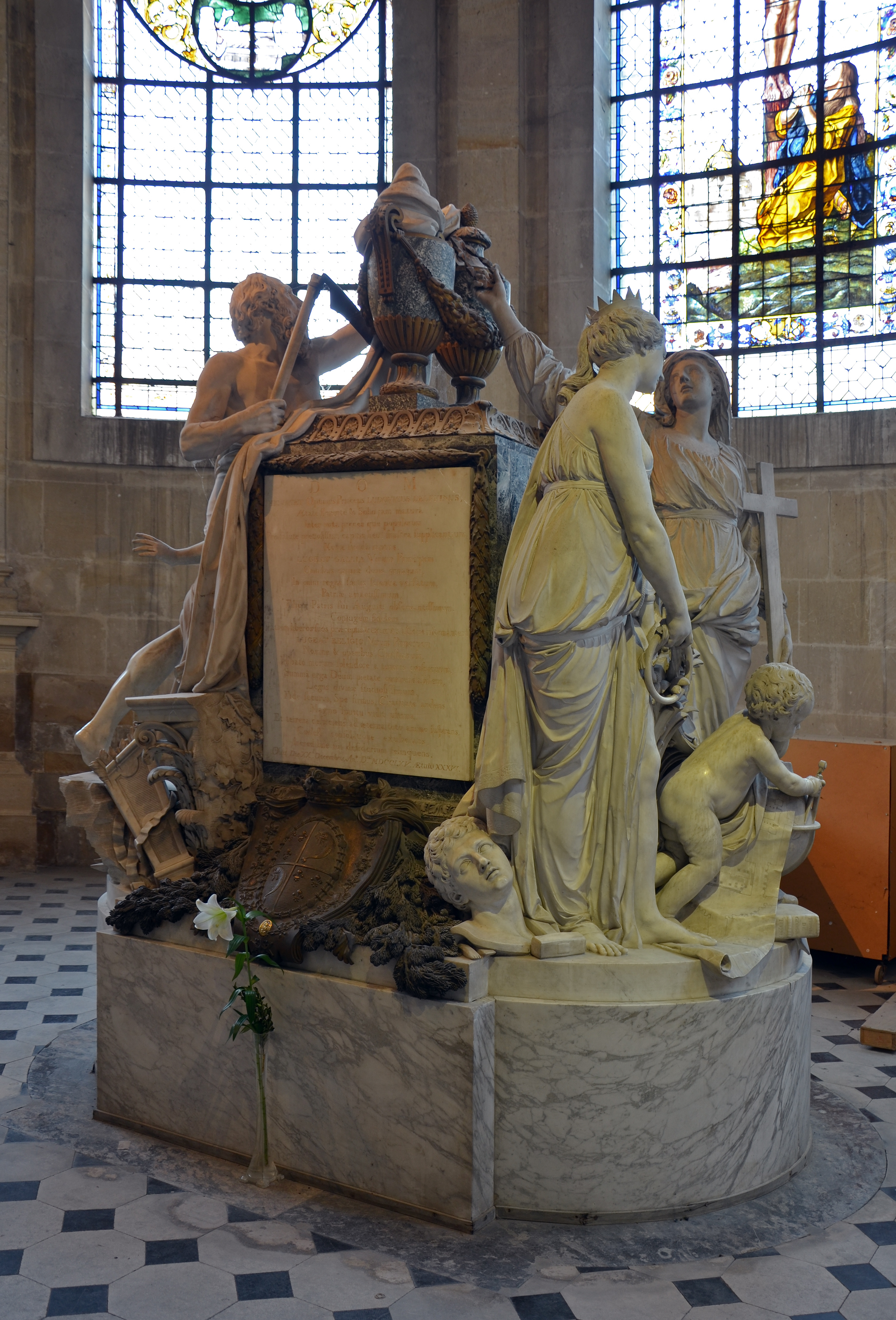
Monumento ao Delfim da França e Maria Josefa da Saxônia na Catedral de Saint-Étienne em Sens.

Afastado dos assuntos governamentais por seu pai, Luís encontrava-se no centro dos Dévots, um grupo religioso ultraconservador que esperava chegar ao poder com a ascensão de Luís ao trono.
Luís faleceu de tuberculose em Fontainebleau em 20 de dezembro de 1765, aos 36 anos, enquanto seu pai ainda se encontrava vivo, o que impediu que ele se tornasse rei da França. Sua mãe, a rainha Maria Leszczyńska, e seu avô materno, o antigo rei da Polônia, Estanislau I Leszczyński, duque de Lorena, também sobreviveram à sua morte. Seu filho mais velho sobrevivente, Luís Augusto, duque de Berry, foi proclamado o novo delfim, ascendendo ao trono como Luís XVI após a morte de Luís XV, em maio de 1774.
Ele foi enterrado na Catedral de Saint-Étienne em Sens no Monumento ao Delfim da França e Maria Josefa da Saxônia, projetado e executado por Guillaume Coustou, o Jovem. Seu coração foi enterrado na Basílica de Saint-Denis ao lado de sua primeira esposa.

## Família
Primeiro casamento
Em 1744, Luís XV negociou um casamento entre Luís, então com 15 anos, e a infanta Maria Teresa Rafaela da Espanha, de 18 anos, filha do rei Filipe V da Espanha e de Isabel Farnésio, além de prima de Luís XV. O contrato matrimonial foi formalmente assinado em 13 de dezembro de 1744. A cerimônia de casamento por procuração ocorreu em Madrid, no dia 18 de dezembro, e a celebração pessoal teve lugar em Versalhes, em 23 de fevereiro de 1745.
Em 1746, Luís recebeu a Ordem do Tosão de Ouro do seu sogro, o rei Filipe V da Espanha.
Luís e Maria Teresa Rafaela formavam um casal bem harmonioso e nutriam uma afeição genuína um pelo outro. Dessa união, nasceu uma filha, a princesa Maria Teresa de França. Três dias após o nascimento de sua filha, Maria Teresa Rafaela faleceu, em 22 de julho de 1746. Luís tinha apenas 16 anos na ocasião. Ele sofreu profundamente com a perda de sua esposa, mas a necessidade de garantir a sucessão da coroa francesa impunha-lhe a responsabilidade de contrair novo matrimônio com rapidez.
Segundo casamento
Em 10 de janeiro de 1747, Luís contraiu matrimônio por procuração, em Dresden, com Maria Josefa da Saxônia, a filha mais jovem, então com 15 anos, de Frederico Augusto II, príncipe-eleitor da Saxônia e rei da Polônia, e da arquiduquesa Maria Josefa da Áustria. Uma segunda cerimônia matrimonial foi celebrada pessoalmente em Versalhes, no dia 9 de fevereiro do mesmo ano.
Descendência
| Nome                                | Nascimento             | Morte                   | Notas                                                         |
| ----------------------------------- | ---------------------- | ----------------------- | ------------------------------------------------------------- |
| Com Maria Teresa Rafaela da Espanha |                        |                         |                                                               |
| Maria Teresa de França              | 19 de julho de 1746    | 27 de abril de 1748     | Morreu na infância.                                           |
| Com Maria Josefa da Saxônia         |                        |                         |                                                               |
| Filho natimorto                     | 30 de janeiro de 1748  | 30 de janeiro de 1748   |                                                               |
| Filho natimorto                     | 10 de maio de 1749     | 10 de maio de 1749      |                                                               |
| Maria Zeferina de França            | 26 de agosto de 1750   | 2 de setembro de 1755   |                                                               |
| Luís, Duque da Borgonha             | 13 de setembro de 1751 | 22 de março de 1761     | Morreu na infância.                                           |
| Filha natimorta                     | 9 de março de 1752     | 9 de março de 1752      |                                                               |
| Xavier, Duque da Aquitânia          | 8 de setembro de 1753  | 22 de fevereiro de 1754 |                                                               |
| Luís XVI de França                  | 23 de agosto de 1754   | 21 de janeiro de 1793   | Casou-se com Maria Antonieta da Áustria, com descendência.    |
| Luís XVIII de França                | 17 de novembro de 1755 | 16 de setembro de 1824  | Casou-se com Maria Josefina de Saboia, sem descendência.      |
| Filho natimorto                     | 1756                   | 1756                    |                                                               |
| Carlos X de França                  | 9 de outubro de 1757   | 6 de novembro de 1836   | Casou-se com Maria Teresa de Saboia, com descendência.        |
| Maria Clotilde de França            | 23 de setembro de 1759 | 7 de março de 1802      | Casou-se com Carlos Emanuel IV da Sardenha, sem descendência. |
| Filho natimorto                     | 1762                   | 1762                    |                                                               |
| Isabel de França                    | 3 de maio de 1764      | 10 de maio de 1794      | Não se casou.                                                 |

## Galeria

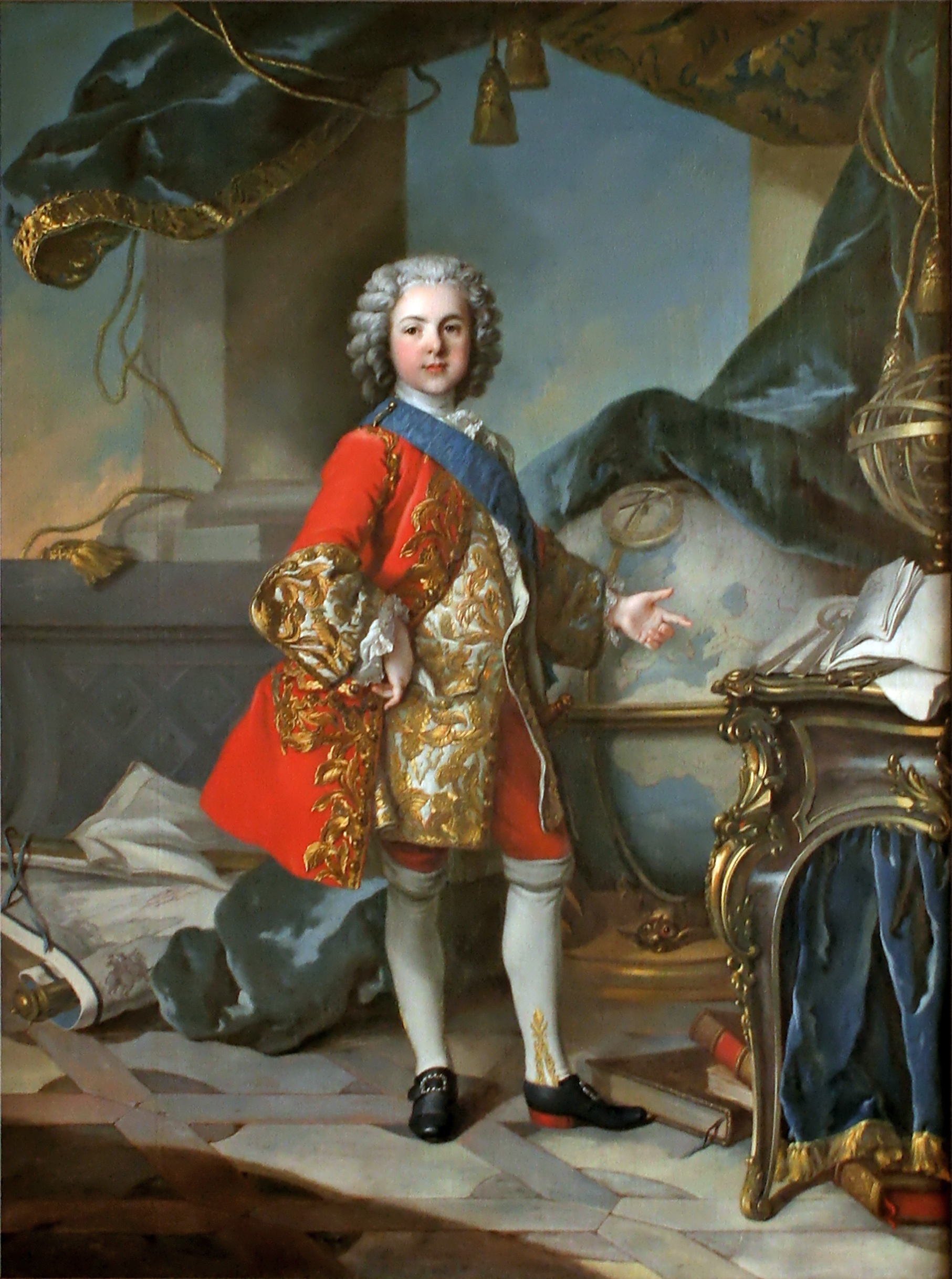
Luís, Delfim da França aos 9 anos, por Louis Tocqué, 1738. O delfim é retratado estudando, com um globo e tratado de fortificação.
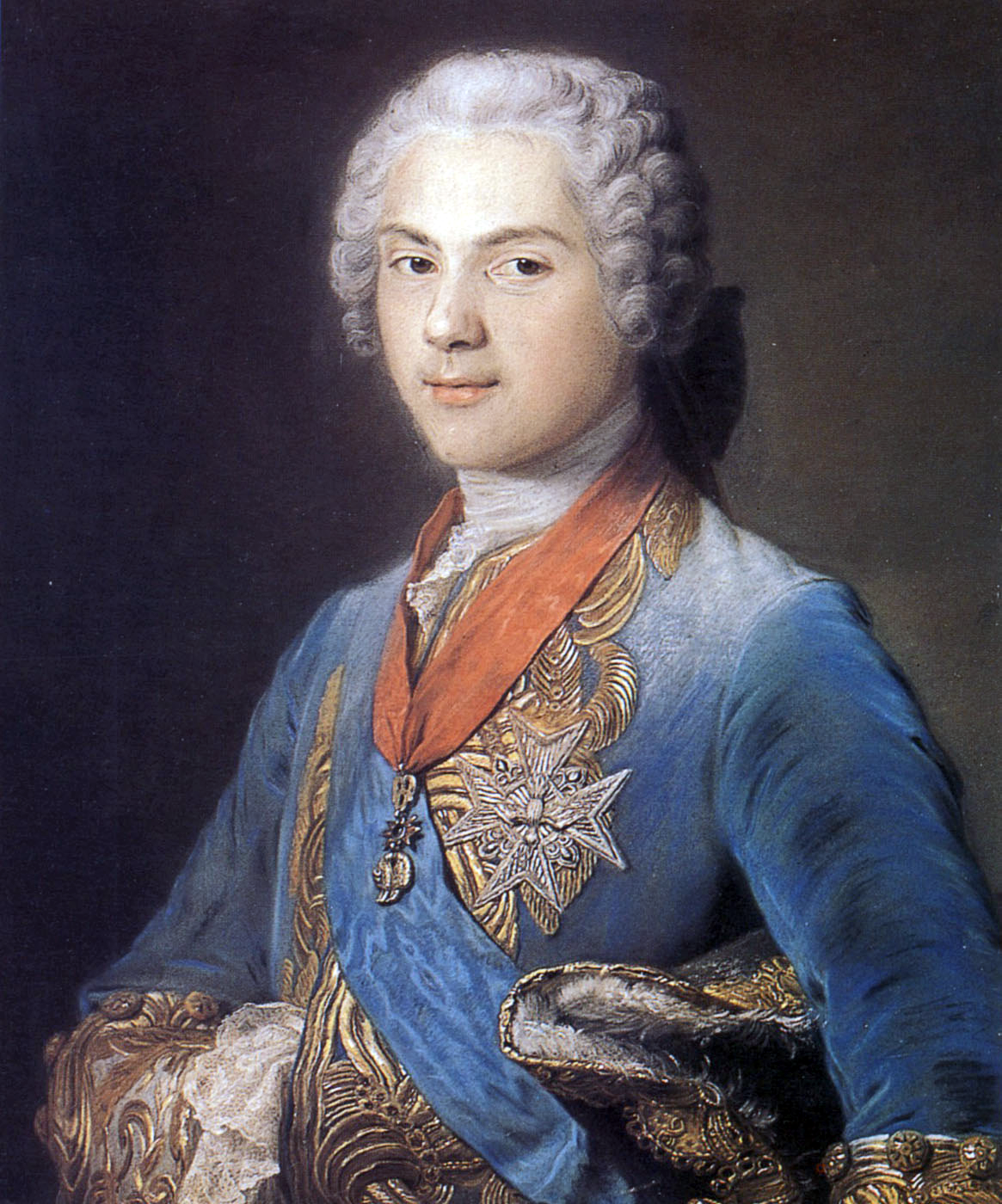
Retrato do Delfim Luís por Maurice Quentin de La Tour, 1745.
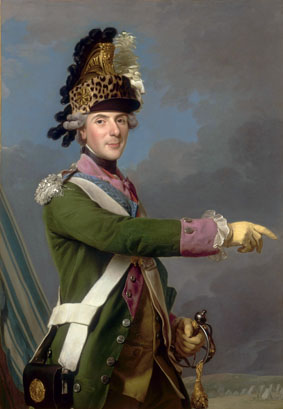
Retrato do Delfim Luís, por Alexander Roslin, 1765. O delfim é representado com seu uniforme coronel-general dos dragões, um pouco antes de sua morte.
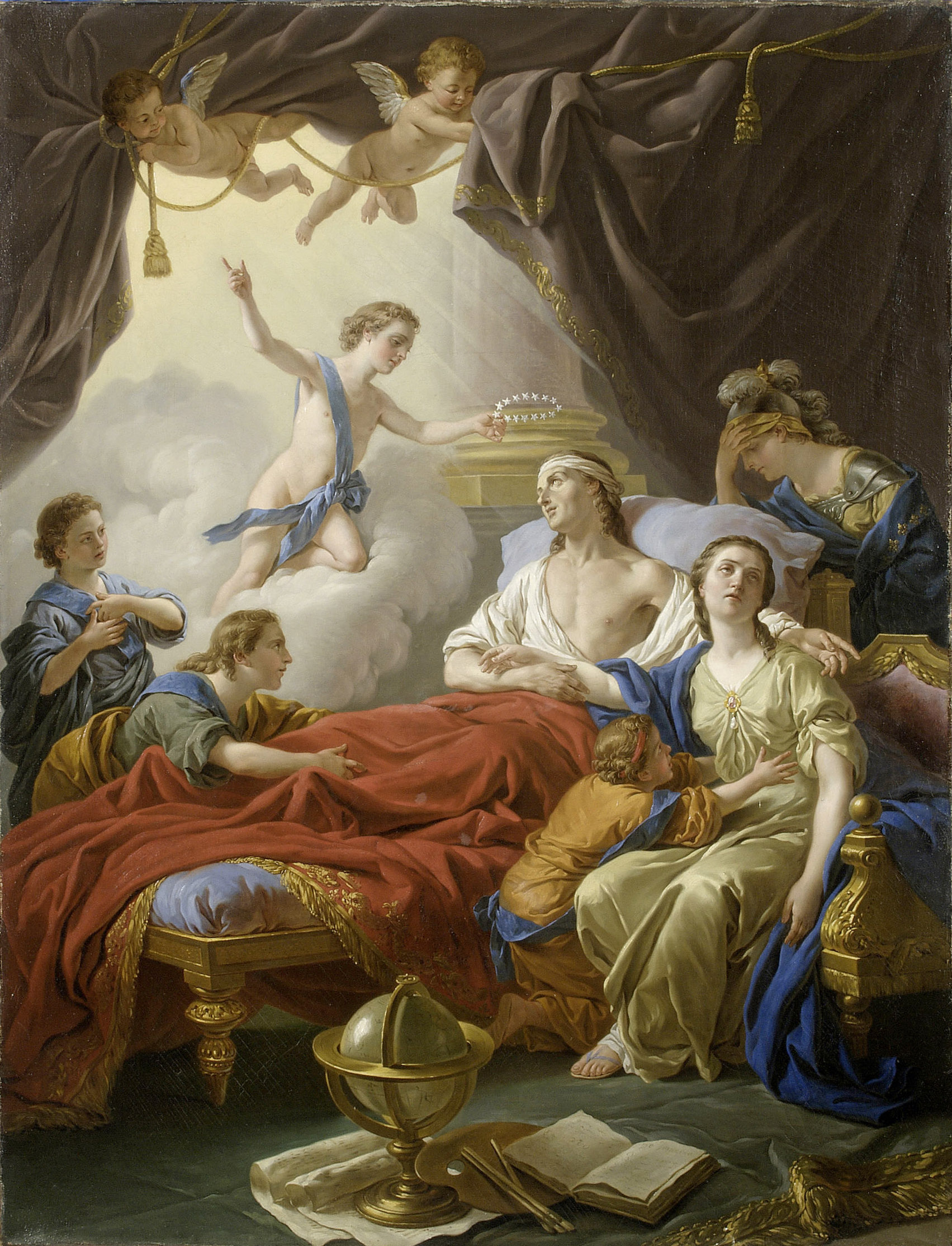
Alegoria da morte de Luís, Delfim da França, por Louis-Jean-François Lagrenée, 1765.